# Explosie bij IJzendijke
Op 20 oktober 1944 vielen bij een zware ontploffing op een boerderij bij het dorp IJzendijke (Zeeuws-Vlaanderen, Nederland) 47 doden en 37 gewonden onder Britse en Canadese militairen. Het was een van de grootste ongewilde explosies van de geallieerde veldtocht in Noordwest-Europa tijdens de Tweede Wereldoorlog.

## Conger Device
De explosie vond plaats in het kader van Operatie “Switchback”, onderdeel van de Slag om de Schelde, waarbij men de “Breskens pocket” wilde zuiveren van Duitsers. Hierbij zou men in ruime mate gebruikmaken van de speciale pantservoertuigen (Hobart's Funnies) van de Britse 79e Pantserdivisie. Naast Crabs (Sherman-tanks omgebouwd tot mijnenruimer) en Crocodiles (Churchill-tanks uitgerust met vlammenwerpers) werden AVRE-tanks (Armoured Vehicle Royal Engineers) toegewezen. Het was de bedoeling om aan de AVRE’s een zogenaamde Conger Device te koppelen, een mijnopruimingsapparaat. Een Conger werkte met een onder druk gevulde slang met nitroglycerine. Waarschijnlijk bij het vullen van de Congers explodeerde op 20 oktober meer dan een ton nitroglycerine, waarbij de nabijgelegen hoevegebouwen tot puin werden herleid en verscheidene pantservoertuigen en vrachtwagens verloren gingen.

## Balans
De menselijke tol was hoog:  42 doden en 42 gewonden, waaronder zes onbekenden en zestien vermisten. In de volgende dagen zouden nog vijf van de gewonden bezwijken. Hiermee kwam de balans van de ramp op 47 doden en 37 gewonden te liggen. Vooral de 284e Pantsergeniecompagnie, een van de twaalf aanvals-tankeenheden van de 79e Pantserdivisie, deelde in de klappen. Zij verloor meer dan de helft van haar manschappen.

## Oorzaak en gevolgen
De exacte oorzaak van de ramp is nooit achterhaald. Hoewel er kort daarop een officieel onderzoek gevoerd werd door de 79e Pantserdivisie, werd er nooit een rapport gepubliceerd. Verscheidene theorieën deden de ronde, maar routinematige manipulatie van de nitroglycerine - in de nabijheid van net afgeleverde munitie en benzine - was de meest voor de hand liggende oorzaak.
Een direct gevolg aan de ramp was het niet meer operationeel inzetten van de Conger. Hoewel ontwikkeld als alternatief voor de Snake (een mijnopblazende stalen pijp) bleek de Conger te gevaarlijk en later deed men bij mijnopruimingen vooral beroep op Crabs (vlegeltanks).  

## Begraafplaatsen en gedenktekens

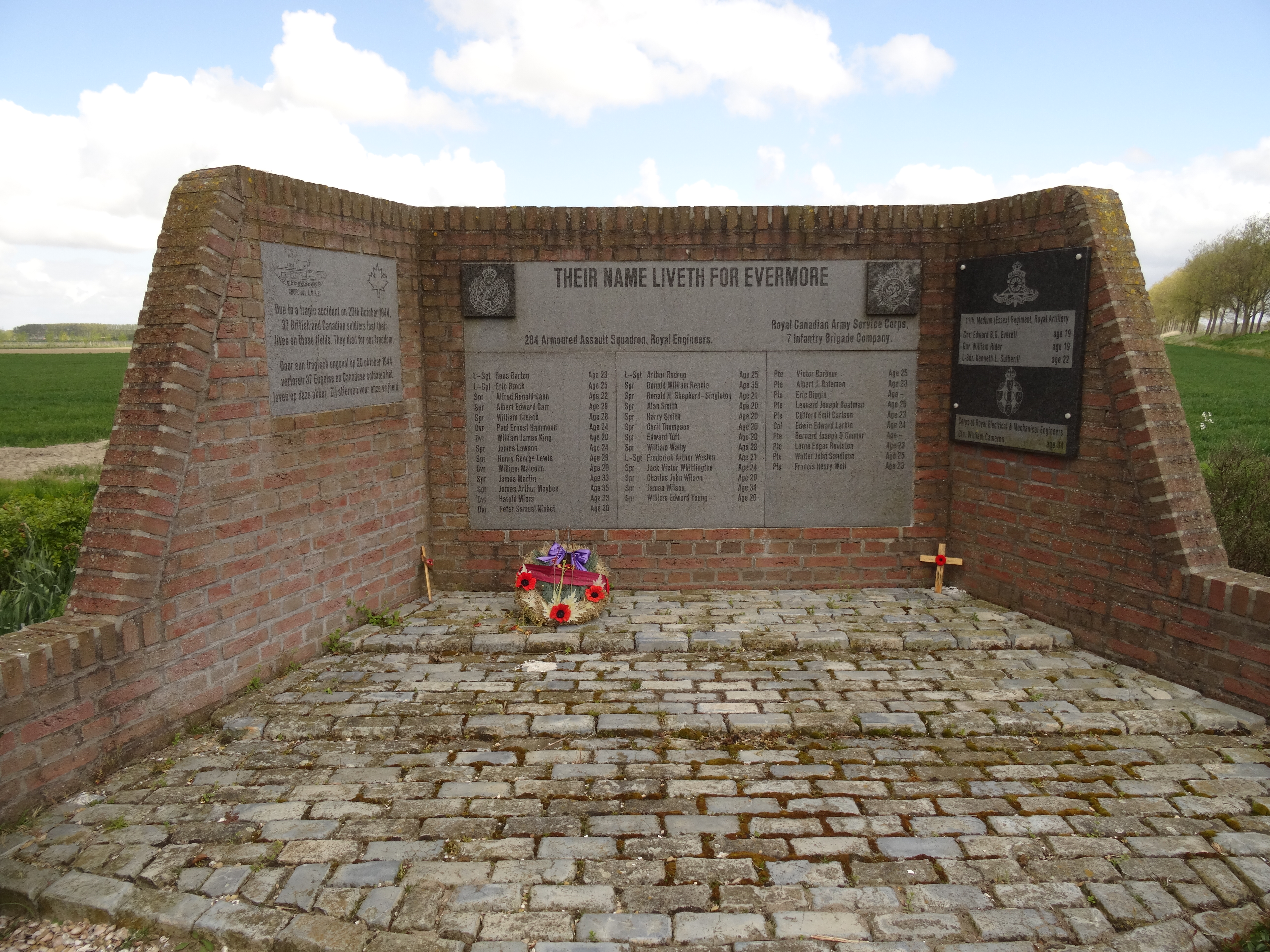
Het gedenkteken aan de Isabellaweg

Na eerst tijdelijk begraven te zijn in Maldegem, werden de slachtoffers in 1945 overgebracht naar de permanente Canadese begraafplaats in Adegem. Drie soldaten rusten op het kerkhof Schoonselhof in Antwerpen, een op het Canadese kerkhof bij Bergen op Zoom. De namen van de zestien vermisten staan op het gedenkteken voor de vermisten op het Canadian War Cemetery te Groesbeek. 
Op 20 oktober 1997 werd een gedenkteken opgericht aan de Isabellaweg te IJzendijke, in het bijzijn van tal van veteranen en nabestaanden van de slachtoffers.
Op 20 oktober 2019 was er een uitgebreide herdenking, precies 75 jaar na de ontploffing. De herdenking was georganiseerd door de Stichting IJzendijke Bevrijd.

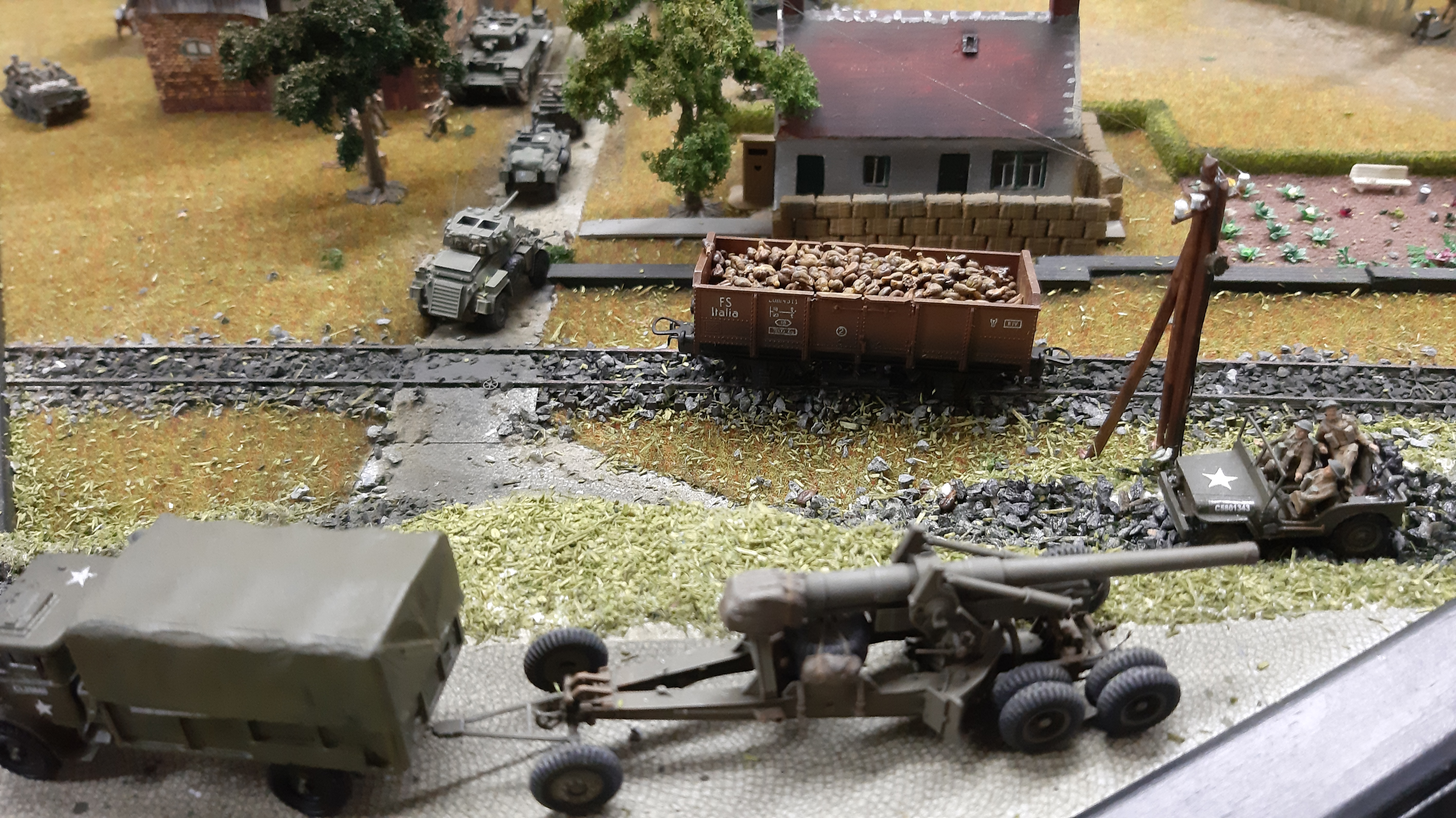
Maquette te zien in Museum Het Bolwerk te IJzendijke